# Miguel Oviedo
Miguel Ángel Oviedo (* 12. říjen 1950, Córdoba) je bývalý argentinský fotbalista. Nastupoval především na postu záložníka.
S argentinskou reprezentací se stal mistrem světa roku 1978, na závěrečném turnaji nastoupil k jednomu zápasu. V národním týmu odehrál 9 utkání.
Většinu kariéry působil v klubu Talleres Córdoba.